# Shabbington
Shabbington est une paroisse civile et un village du Buckinghamshire, en Angleterre.